# Robert Scherman
Robert „Bob“ Scherman (* 14. Juni 1915 in Brazil, Indiana; † 2. November 2000 in Sun City, Kalifornien) war ein US-amerikanischer Songwriter und Musikproduzent.
Scherman studierte an der UCLA und versuchte zunächst eine Karriere als Konzertpianist, um dann in der Musikindustrie als Produzent für King und Federal Records zu arbeiten. Als Songwriter/Komponist, Talentscout und Produzent förderte er die Karriere von Nat King Cole, indem er ihn 1943 mit seinem Trio mit Oscar Moore und Johnny Miller aufnahm und dann den Kontrakt mit Capitol Records in die Wege leitete; er war ferner an der Entdeckung Plas Johnsons beteiligt. Für Nat Cole schrieb er All for You (1943 Coles erster Erfolgstitel in den Billboard-Charts), Got a Penny Benny und My Lips Remember Your Kisses, für Frankie Laine Maureen, ferner Sam the Boogie Woogie Man, Shufflin’ the Boogie (interpretiert u. a. von Albert Ammons und Johnny Alston) und Chicken Little.

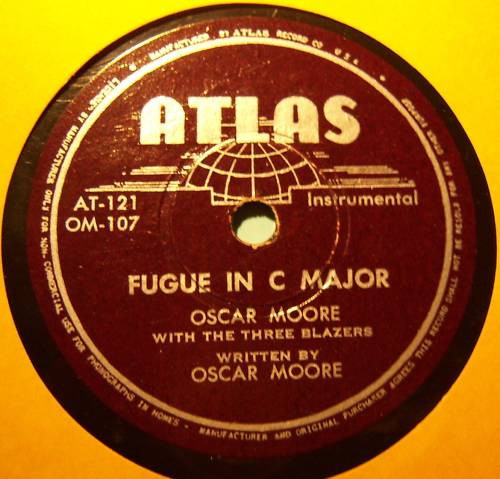
Atlas-78er von Oscar Moore with The Three Blazers - Fugue in C Major/Melancholy Madeline (1944)

Mitte der 1940er-Jahre gründete Scherman mit Art Rupe in Los Angeles sein erstes Plattenlabel Atlas Records. Auf dem kurzlebigen Label, das in Los Angeles ansässig war, erschienen Aufnahmen des R&B-Sängers Johnny Moore (Tell Me You’ll Wait for Me/Melancholy Madeline), des Jazzgitarristen Oscar Moore (Fugue in C Major), der Sängerin Helen Andrews (mit Red Mack) und des Sängers Frankie Laine (You’ve Changed, 1947), ferner R&B-Aufnahmen von Luke Jones, Johnny Alston und Red Murrell.
Nach dem kurzlebigen Label Webster Records (1949) und dem Rhythm-and-Blues-Label Skylark Records, das Anfang der 1950er-Jahre bestand, startete er 1955 mit Irving Shorten das Jazzlabel Tampa Records, das bis Mitte der 60er-Jahre bestand. 1960 gründete er das Unternehmen SuJay Productions, Inc., in den folgenden Jahren war er als Produzent für kleinere Pop-Label wie Jet, Besche, Gemini und Interlude tätig. In den frühen 1970ern arbeitete er als Produzent für Snuff Garrett, in den 1980er-Jahren war er Entdecker der Gospelsängerin Sandi Patti. Scherman lebte zuletzt in St. Augustine, Florida.